# Max Kaser
Max Kaser (* 21. April 1906 in Wien; † 13. Januar 1997 in Ainring) war ein österreichischer Rechtswissenschaftler, Professor an den Universitäten Münster, Hamburg und Salzburg, Mitglied mehrerer wissenschaftlicher Akademien und zehnfacher Ehrendoktor.

## Leben
Die Schulausbildung von Max Kaser fand in den Universitätsstädten statt, in denen sein Vater, der Historiker und Universitätsprofessor Kurt Kaser (1870–1931), lebte. Dies war zunächst am „1. k. und k. Staatsgymnasium“ in Graz, an dessen Universität Kurt Kaser von 1908 bis 1914 und ab 1921 lehrte, weiters Czernowitz und Salzburg.
Max Kaser studierte von 1924 bis 1928 Rechtswissenschaften in Graz, wo einer seiner Studienkollegen Walter Wilburg war, und München. In München war er Schüler Leopold Wengers. Die Promotion zum Dr. jur. fand am 19. November 1928 bei Artur Steinwenter in Graz statt. Beide standen als Schüler von Ludwig Mitteis unter dessen akademischem Einfluss. 1929 arbeitete er bei Leopold Wenger in München und erhielt eine Assistentenstelle an der Universität Gießen, wo er sich im Juni 1931 bei Otto Eger habilitierte. Danach war er Privatdozent und Lehrstuhlvertreter in Gießen und Frankfurt am Main.
Ab 1932 lehrte er als Nachfolger Hans Krellers, der nach Tübingen berufen worden war, an der Universität Münster. 1933 wurde er dort zum Ordinarius für Bürgerliches und Römisches Recht ernannt. Im selben Jahr heiratete er Erna Lehning. 1937 war er Dekan, am 1. Dezember desselben Jahres beantragte er die Aufnahme in die NSDAP und wurde rückwirkend zum 1. Mai desselben Jahres aufgenommen (Mitgliedsnummer 6.985.823). Rufe nach Heidelberg (1937), Freiburg (1939) und Marburg (1940) lehnte er ab. Vom Militärdienst war er zunächst wegen eines Herzleidens befreit, ab 1943 wurde er zur Fliegerabwehr eingezogen. Nach einer Zeit in Kriegsgefangenschaft nahm Max Kaser 1946 seine Lehrtätigkeit in Münster wieder auf. Auch danach lehnte er Rufe an die Universitäten Marburg (1949), Graz (1951), Göttingen (1952), Heidelberg (1956) und Wien (1959) ab.
Ab 1959 war er Professor für Römisches und Deutsches Bürgerliches Recht an der Universität Hamburg. 1971 wurde er emeritiert. Von da an übte er bis 1976 nach Gesprächen mit Theo Mayer-Maly und Wolfgang Waldstein eine Lehrtätigkeit als Honorarprofessor und Lehrstuhlvertreter für Römisches und Bürgerliches Recht an der Universität Salzburg aus.
Er war seit 1959 ordentliches Mitglied der Akademie der Wissenschaften zu Göttingen, seit 1972 der Österreichischen Akademie der Wissenschaften in Wien. Seit 1960 war er auswärtiges Mitglied der Accademia di Lettere e Scienze in Turin und des Istituto Lombardo di Lettere e Scienze in Mailand, ab 1968 der Accademia di Scienze Politiche e Morali in Neapel, seit 1971 der Accademia Nazionale dei Lincei in Rom, 1988 der Akademie von Athen. 1973 wurde er Korrespondierendes Mitglied der Bayerischen Akademie der Wissenschaften in München, 1977 der British Academy und 1975 Ehrenmitglied der Society for the Promotion of Roman Studies in London. Kaser lebte zuletzt im Kurstift Mozart in Ainring.

## Auszeichnungen
- 1971: Österreichisches Ehrenzeichen für Wissenschaft und Kunst
- 1977: Wilhelm-Hartel-Preis
- Großes Verdienstkreuz der Bundesrepublik Deutschland
- Ehrendoktor der  Universitäten Rio de Janeiro (1958), Glasgow (1962), Paris (1965), Bordeaux (1966), Graz (Dr. rer. pol., 1968), Innsbruck (1970), Pretoria (1972), Camerino (1975), Neapel (1992) und Madrid (1992).

## Wirkung
Max Kaser gilt als Verfasser bahnbrechender Schriften auf dem Wege von der Antiken Rechtsgeschichte zum Europäischen Privatrecht. Mit seinen Handbüchern zum römischen Privatrecht und Zivilprozessrecht beschritt Max Kaser neue Wege bei der Darstellung des Rechtsstoffes in seiner historischen Entwicklung und bei der Bearbeitung und Kommentierung von Quellen und Literatur nach selbst entwickelten Forschungsmethoden.
Das Max-Kaser-Seminar an der Universität Salzburg ist nach ihm benannt. Die 1966 gegründete Bibliothek des Seminars besteht aus den Arbeitsunterlagen (Bücher, Sonderdrucke und Zeitschriften) von Ernst Levy, Erich Sachers und Max Kaser. Sie wird auf dem jeweils letzten Stand gehalten. Seine Lehrbücher über Römisches Privatrecht und Römische Rechtsgeschichte erreichten hohe Auflagezahlen und wurden in mehrere Sprachen, darunter Japanisch und Koreanisch, übersetzt. Kaser betreute die Habilitationen von Fritz Schwarz, Dieter Medicus, Hans Hermann Seiler, Hans-Peter Benöhr, Frank Peters, Rolf Knütel und Karl Hackl. Von 1954 (Band 71) bis 1972 (Band 89) gehörte Max Kaser zu den Herausgebern der Zeitschrift der Savigny-Stiftung für Rechtsgeschichte.
Rolf Knütel sieht Max Kaser als einen der drei bedeutendsten Vertreter der romanistischen Tradition des römischen Rechts des 20. Jahrhunderts, neben Wolfgang Kunkel und Franz Wieacker.

## Veröffentlichungen (Auswahl)
- Restituere als Prozeßgegenstand. Erste Auflage mit dem Beisatz: Ein Beitrag zur Lehre von der materiellrechtlichen Beschaffenheit der in iudicium deduzierten Ansprüche im klassischen römischen Recht. Zweite Auflage mit dem Beisatz: Die Wirkungen der Litis Contestatio auf den Leistungsgegenstand im römischen Recht. Habilitationsschrift. München 1932. 2. Auflage 1968 (= Münchener Beiträge zur Papyrusforschung und antiken Rechtsgeschichte. Band 16).
- Quanti ea res est. Studien zur Methode der Litisästimation im klassischen römischen Recht (= Münchener Beiträge zur Papyrusforschung und antiken Rechtsgeschichte. Band 23). München 1935.
- Römisches Recht als Gemeinschaftsordnung (= Recht und Staat in Geschichte und Gegenwart. Band 126). Tübingen 1939.[7]
- Eigentum und Besitz im älteren römischen Recht (= Forschungen zum römischen Recht. Band 1, Teil I). Weimar 1943; 2. Auflage, Köln/Wien 1956.
- Das altrömische ius. Studien zur Rechtsvorstellung und Rechtsgeschichte der Römer. Göttingen 1949.
- Römische Rechtsgeschichte. Vandenhoeck & Ruprecht, Göttingen 1950; 2. Auflage 1965 mit Nachdrucken in den Folgejahren, ISBN 3-525-18102-7.
- Das römische Privatrecht (= Handbuch der Altertumswissenschaft. Abteilung 10: Rechtsgeschichte des Altertums. Band 3.3.1: Das altrömische, das vorklassische und klassische Recht). C.H. Beck, München 1955, 2. Auflage 1971. Band 3.3.2: Die nachklassische Entwicklung. C.H. Beck München 1959, 2. Auflage 1975.
- Römisches Privatrecht (= Kurzlehrbücher für das juristische Studium). München 1960; 13. Auflage 1983. Ab der 16. Auflage 1992 fortgeführt von Rolf Knütel. 17. Auflage, ISBN 3-406-41796-5. 18. Auflage ISBN 3-406-53886-X.
- Zur Methode der römischen Rechtsfindung (= Nachrichten der Akademie der Wissenschaften in Göttingen, Philologisch-historische Klasse). Göttingen 1962, 2. Auflage 1969, S. 50–78.
- Das römische Zivilprozeßrecht (= Handbuch der Altertumswissenschaft. Abteilung 10: Rechtsgeschichte des Altertums. Band 3.4). München 1966; 2. Auflage 1996 bearbeitet von Karl Hackl. ISBN 3-406-40490-1.
- Zur Glaubwürdigkeit der römischen Rechtsquellen (über die Grenzen der Interpolationenkritik). Florenz 1968. Auch in: Atti del II congresso internazionale della Società Italiana di Storia del Diritto 1967.
- Zur Methodologie der römischen Rechtsquellenforschung (= Österreichische Akademie der Wissenschaften. Sitzungsberichte der Philosophisch-historischen Klasse. Band 277, Abhandlung V.). Wien/Graz 1972, ISBN 3-205-03671-9.
- Ausgewählte Schriften. In: Ristampe 2. Pubblicazioni della Facoltà di Giurisprudenza dell’Università di Camerino. Mit einer Bibliographie Max Kasers auf den Seiten XI–XXVI. 2 Bände. Neapel 1976 und 1977.
- Über Verbotsgesetze und verbotswidrige Geschäfte im römischen Recht (= Österreichische Akademie der Wissenschaften. Sitzungsberichte der Philosophisch-Historischen Klasse. Band 312). Wien 1977, ISBN 3-7001-0171-6.
- Ein Jahrhundert Interpolationenforschung an den römischen Rechtsquellen (= Österreichische Akademie der Wissenschaften. Anzeiger der Philosophisch-Historischen Klasse). Wien 1979, S. 84–113.
- mit Walter Selb und Franz Wieacker: Römische Rechtsquellen und angewandte Juristenmethode. Ausgewählte, zum Teil grundlegend erneuerte Abhandlungen (= Forschungen zum römischen Recht. Band 36). Wien/Köln/Graz 1986, ISBN 3-205-05001-0.
- Ius gentium (= Forschungen zum römischen Recht. Band 40). Köln/Wien 1993, ISBN 3-412-05893-9.
- Sul metodo romano di individuazione del diritto attraverso la riflessione tecnica. In: Alessandro Corbino (Hrsg.): Diritto e storia. l’esperienza giuridica di Roma attraverso le riflessioni di antichisti e giusromanisti contemporanei. Padua 1995, ISBN 88-13-19187-1, S. 149–184.